# Anapisa ruficilla
Anapisa ruficilla är en fjärilsart som beskrevs av Embrik Strand 1912. Anapisa ruficilla ingår i släktet Anapisa och familjen björnspinnare. Inga underarter finns listade i Catalogue of Life.